# Platz der Luftbrücke
De Platz der Luftbrücke is een plein in de Duitse hoofdstad Berlijn. Het schelpvormige plein ligt op de grens van de stadsdelen Tempelhof en Kreuzberg en vormt de kruising van de noord-zuidas Mehringdamm-Tempelhofer Damm (deel van Bundesstraße 96) en de van oost naar west verlopende Columbiadamm en Dudenstraße.
De Platz der Luftbrücke kreeg zijn naam in 1949 ter nagedachtenis van de Berlijnse Luchtbrug. Ook een monument op het plein herinnert aan deze bevoorradingslijn. Het meest markante gebouw aan het plein is de terminal van luchthaven Tempelhof, gebouwd in de jaren 30 van de twintigste eeuw. Onder de noordzijde van het plein ligt het gelijknamige metrostation Platz der Luftbrücke, onderdeel van lijn U6. De Platz der Luftbrücke is een beschermd monument.

## Gebouwen
Aan de oostzijde van het plein bevindt zich een halfrond gebouwenensemble van de hand van architect Ernst Sagebiel. Het monumentale, onder de nationaalsocialisten gebouwde complex bevindt zich aan weerszijden van de Columbiadamm en huisvest naast de luchthaventerminal een aantal overheidsdiensten. Sagebiels gebouwen verrezen in het kader van de plannen voor Welthaupstadt Germania en zouden deel uitmaken van de prestigieuze noord-zuidas van de stad. Aan de westkant van de Platz der Luftbrücke bevindt zich onder meer het centrale hoofdpolitiebureau van Berlijn.

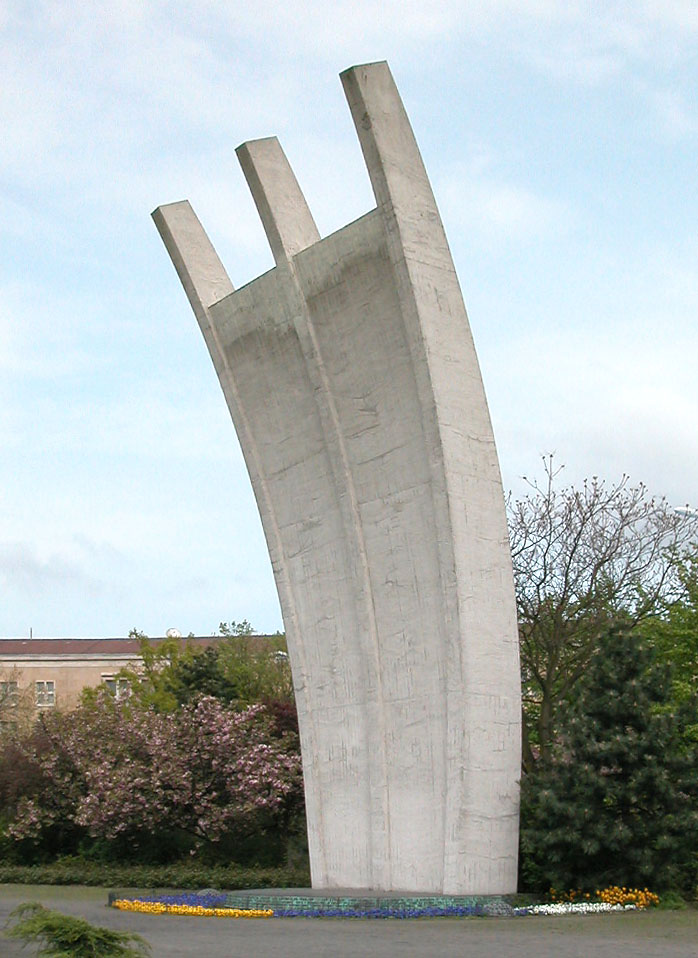
Monument voor de luchtbrug op de Platz der Luftbrücke

Het hart van het plein, dat zich vormt naar de rooilijn van het gebouwenensemble aan de oostzijde, is ingericht als park. Hier bevindt zich het in 1951 opgerichte Luchtbrugmonument. In het zuidoostelijke verlengde van het parkje strekt zich het voorplein van de luchthaven uit.